# Tomica i prijatelji: Priča o hrabrosti
Tomica i prijatelji: Priča o hrabrosti (eng. Thomas & Friends: Tale of the Brave) je britanski animirani film redatelja Rob Silvestri iz 2014. godine i filmskog serijala Tomica i prijatelji.

## Radnja
Serija prati brojne uzbudljive pustolovine malene lokomotive koji se zove Tomica i njegovih brojnih prijatelja. Radnja se odvija na tajanstvenom otoku Sodoru, mjestu gdje sva vozila imaju svoju osobnost. Svijet u kojem živi Tomica i njegovi prijatelji je idilično mjesto gdje su dobri maniri i marljivost osnovne vrijednosti. Tomica i prijatelji prolaze kroz razne situacije, no sve se to odvija pod budnim okom Debeljkića, voditelja Željezničke postaje u Sodoru.

## Glavne uloge
- Ben Small
- Martin Sherman
- Keith Wickham
- Kerry Shale
- Matt Wilkinson
- Teresa Gallagher
- Jules de Jongh

## Vanjske poveznice
- Tomica i prijatelji: Priča o hrabrosti na Internet Movie Databaseu (engl.)